# Донецький ботанічний сад НАН України

Доне́цький ботані́чний сад заснований 25 червня 1964 року Національною академією наук України. У східній частині Донецька як центр з вирішення фундаментальних і прикладних проблем біології на південному сході України.

## Історія
З 1965 р. директором Донецькому ботанічному саду був доктор біологічних наук Михайло Лукич Рева. Більше 10 років він присвятив роботі в саду. Саме Михайло Лукич на південному сході України створив напрямок по фіторекультивації техногенних ландшафтів промислово трансформованого середовища.
Основи натурного будівництва саду, його розвиток і становлення, як провідної ботанічної установи, нерозривно пов'язане з ім'ям член-кореспондента АН УРСР Євгена Кондратюка, який був директором саду з 1970 по 1987 рік і направив зусилля колективу вчених на розвиток теорії і практики нової галузі ботанічної науки — промислової ботаніки.
З 1987 по 1990 рік директором Саду був член-кореспондент АН УРСР Віктор Павлович Тарабрін.
З 1990 року і до теперішнього часу Сад очолює доктор біологічних наук Олександр Захарович Глухов.
У 1975 році в Кривому Розі почав свою діяльність опорний пункт Донецького ботанічного саду, що в 1976-му був перетворений у відділ оптимізації техногенних ландшафтів, а в 1981 році трансформувався у відділення Донецького ботанічного саду з метою створення Криворізького ботанічного саду як бази для науково-дослідних робіт і пропаганди прогресивних принципів охорони природи. У травні 1992 року Криворізький ботанічний сад став самостійним.
У 1983 році Донецький ботанічний сад одержав статус пам'ятки садово-паркового мистецтва загальнодержавного значення.
22 липня 1983 року Донецький ботанічний сад постановою Ради Міністрів УРСР одержав статус ботанічного саду загальнодержавного значення.
За роботи з охорони природи Донецький ботанічний сад в 1984 році нагороджений великою срібною медаллю програми ООН з охорони навколишнього середовища.
19 грудня 2001 року комплексної колекції Донецького ботанічного саду «Степу України» постановою Кабінету Міністрів України № 1709 наданий статус Національного надбання України.

## Загальний опис
Сад розташовується уздовж Богодуховської балки. Тут простягнувся ланцюг із семи ставків. Ґрунт саду — це переважно чорнозем, але зустрічаються ділянки з болотними солончаковими ґрунтами та лесовими породами.
Площа саду становить 262,2 га (перше місце за площею в Європі). На його території росте біля п'яти з половиною тисяч видів рослин.
Під склом перебуває 1200 квадратних метрів площі, що дозволило організувати 5 оранжерей й імітувати умови тропіків і субтропіків.
В оранжереях працюють 12 співробітників, а всього в ботанічному саду працює близько 200 співробітників, у тому числі 6 докторів наук і 22 кандидати наук.
Структурно сад розділений на чотири відділи, у яких працюють окремі дослідницькі групи.
- Відділ дендрології й квітництва (група дендрології, група квітникарства)
- Відділ мобілізації рослинних ресурсів (група харчових рослин, група кормових рослин, група прискорення методів розмноження рослин, група фітохімічної оцінки рослинних ресурсів).
- Відділ флори (група «Гербарій», група інтродукції рослин, група тропічної й субтропічної флори).
- Відділ промислової ботаніки.

У колекціях Донецького ботанічного саду росте 71 вид рослин, які охороняються на міжнародному рівні; 97 видів рослин, занесених у Червону книгу України; 88 видів рослин, які охороняються на регіональному рівні.
Ботанічний сад тісно співпрацює з Нікітським, Криворізьким, Запорозьким, Київським та іншими ботанічними садами України, країн СНД і далекого зарубіжжя.
На базі ботанічного саду працюють студенти донецьких вузів, учені Донецького наукового центру НАН України. На базі Донецького ботанічного саду проводяться фундаментальні наукові дослідження в галузі охорони ботанічних об'єктів Червоної книги, антропогенної трансформації флори, фізіології рослин, біохімії рослин, систематики рослин. Його регулярно відвідують школярі. Ботанічний сад відкритий для відвідування із травня по листопад. У середньому за рік проводиться більш ніж 2000 екскурсій для 30000 відвідувачів.

## Шевченківський сад
Коли ботанічним садом керував Євген Кондратюк, у нього виникла ідея зібрати на одній галявині всі рослини, згадані Тарасом Григоровичем Шевченко у своїх творах. Їх, як підрахували фахівці, виявилось 140. Науковці Донецького ботанічного саду виконали задум Кондратюка. На галявині, відомій тепер як «Шевченківський сад», висадили у понад півсотні шевченківських дерев, квітів і трав. У її центрі стоїть пам'ятник Тарасу Шевченку (автор — народний художник України Олександр Павлович Скобліков), який передали Донецькому ботанічному саду з Донецького обласного художнього музею в 1999 р.

## Галерея

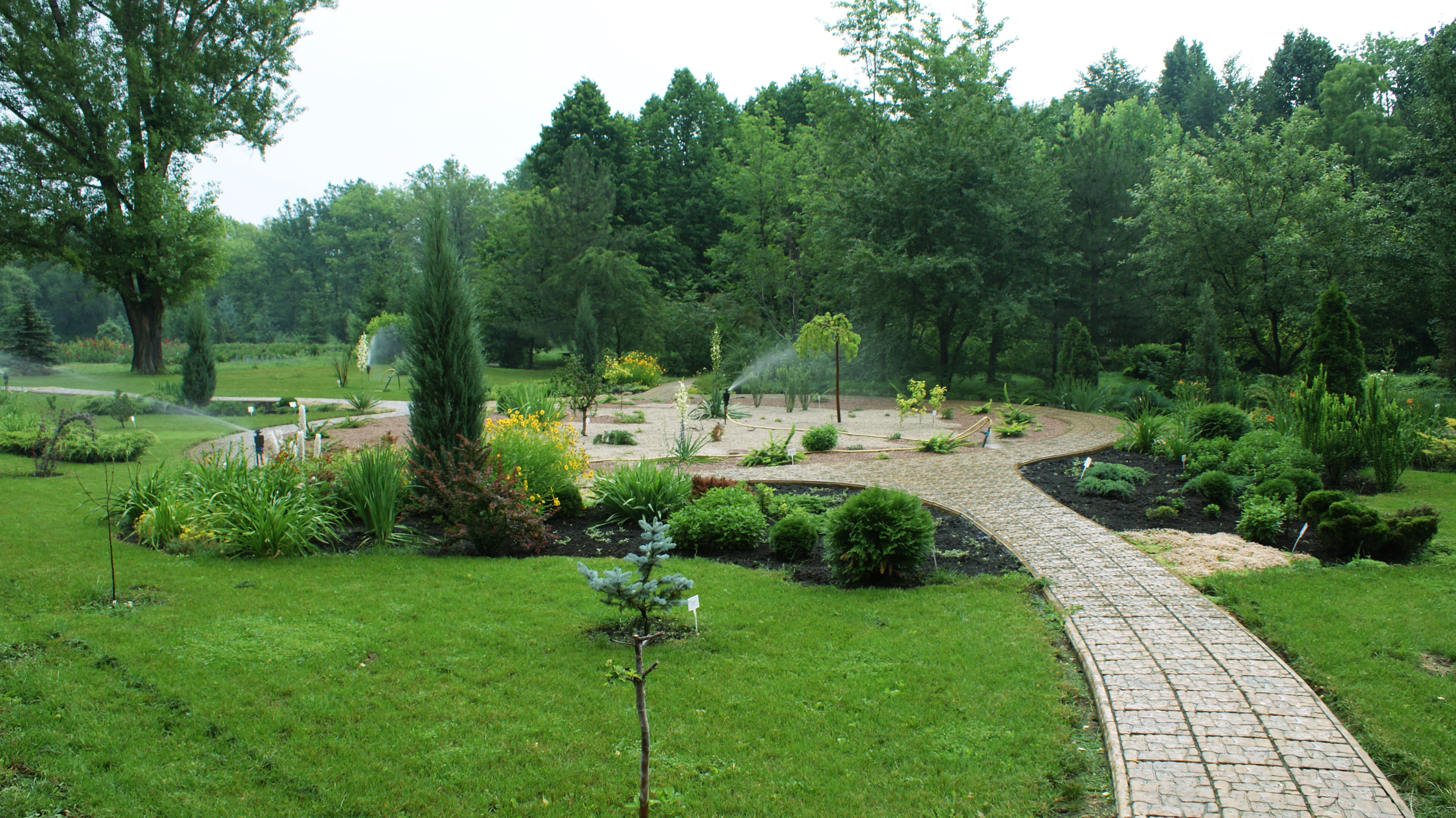
Донецький ботанічний сад. 15 травня 2012 року
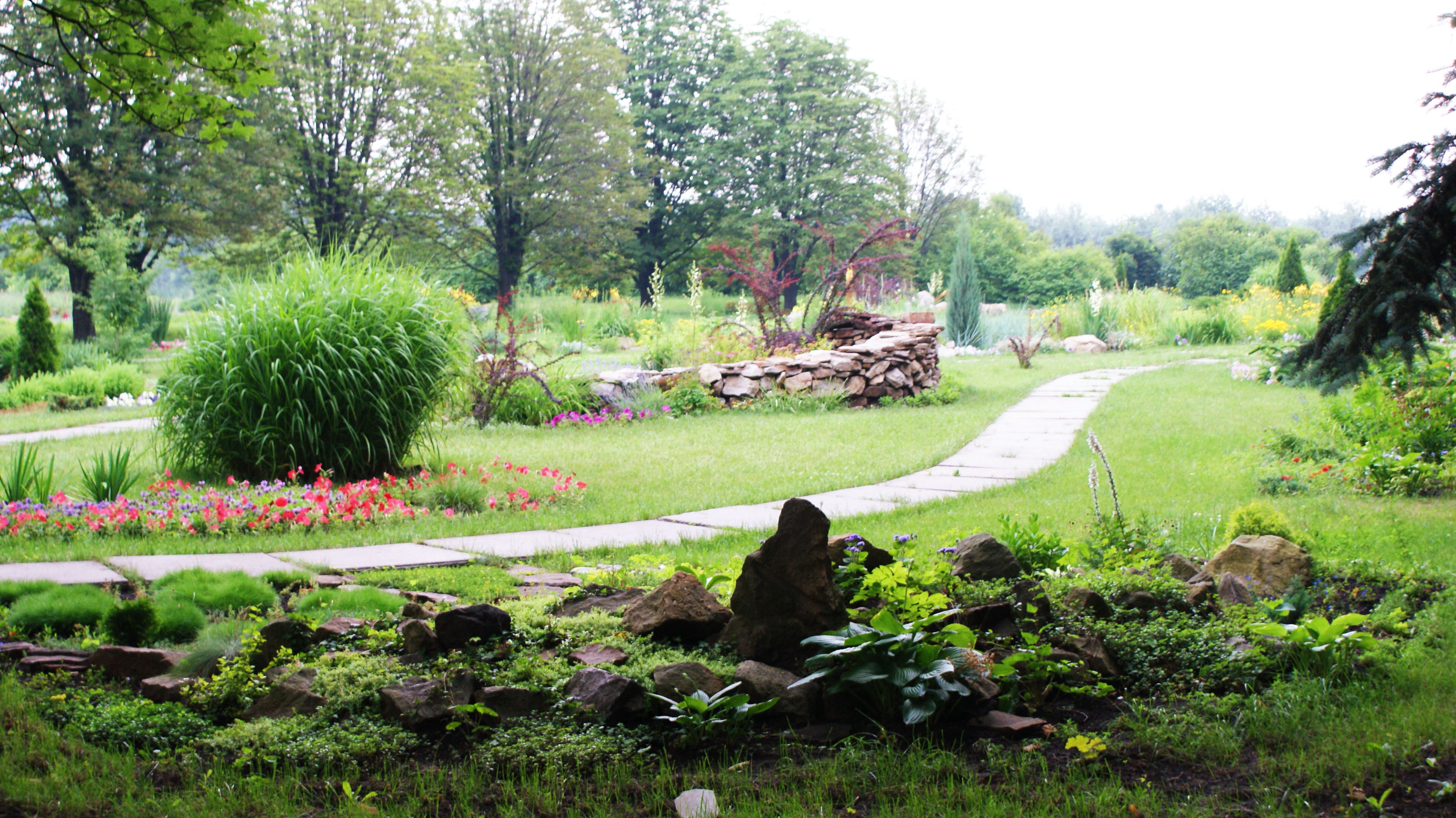
Донецький ботанічний сад. Алея. 15 червня 2012 року
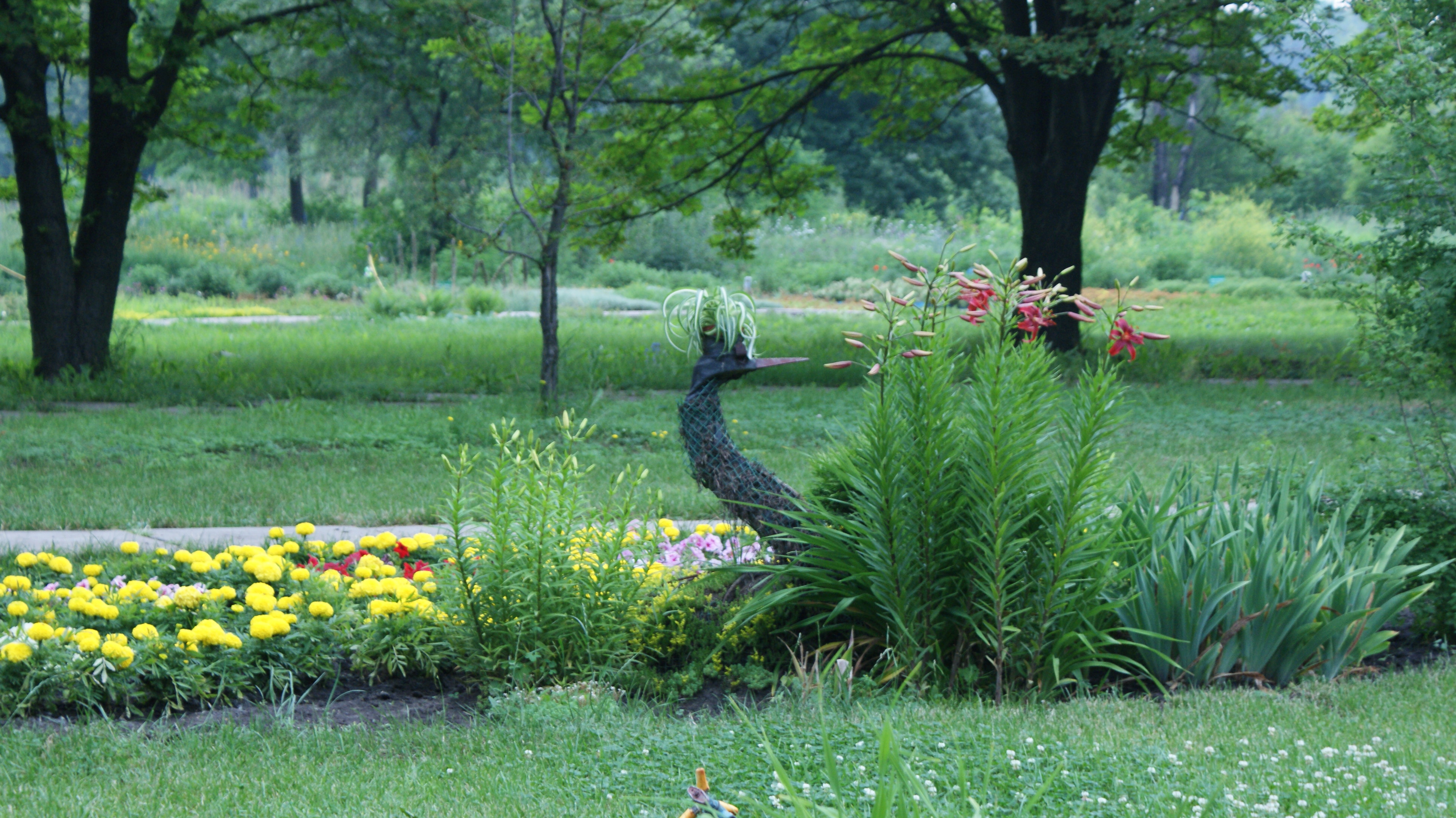
Донецький ботанічний сад. Квітучий птах. 15 червня 2012 року
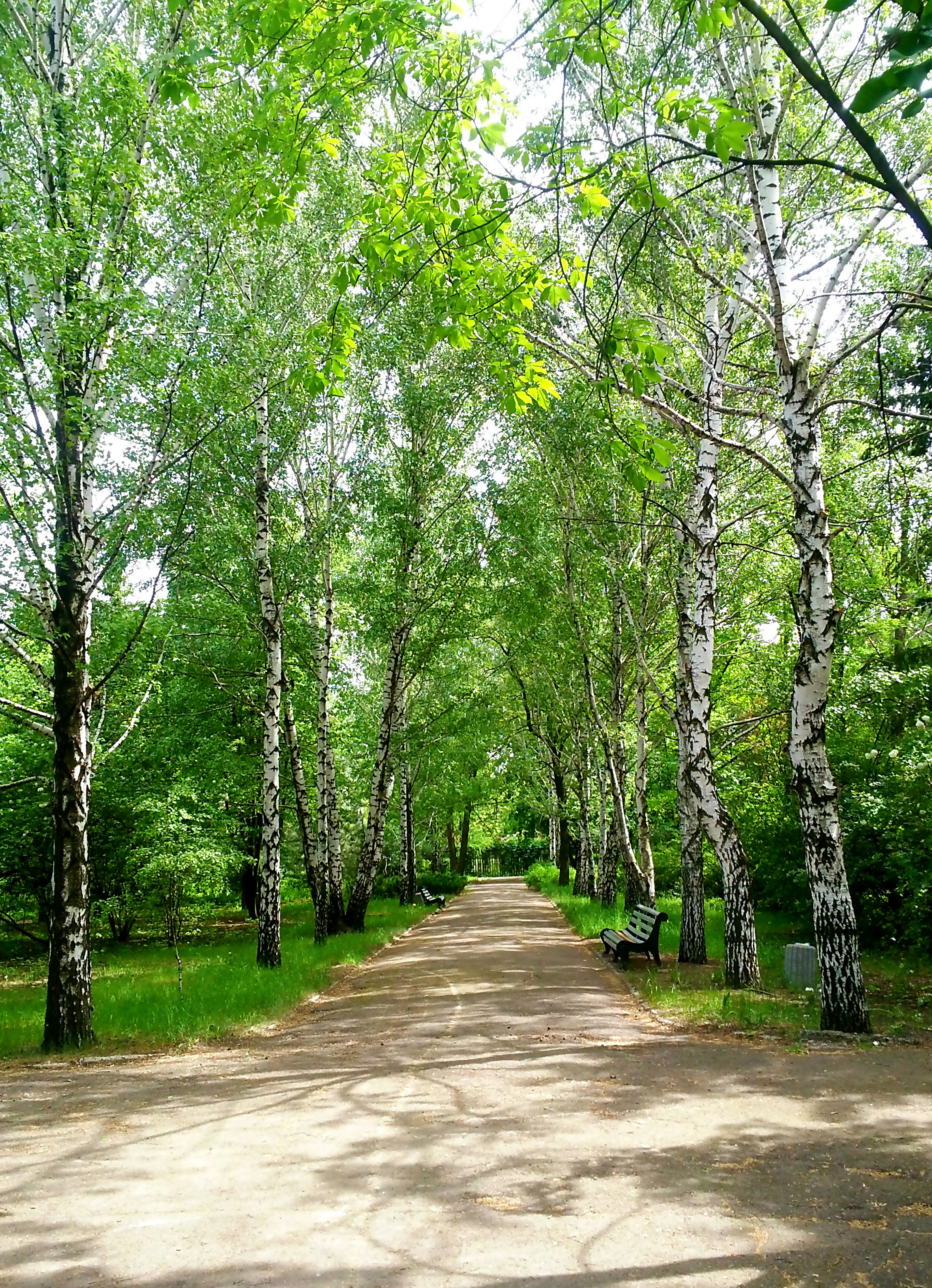
Донецький ботанічний сад. Березовий гай. 12 травня 2013 року
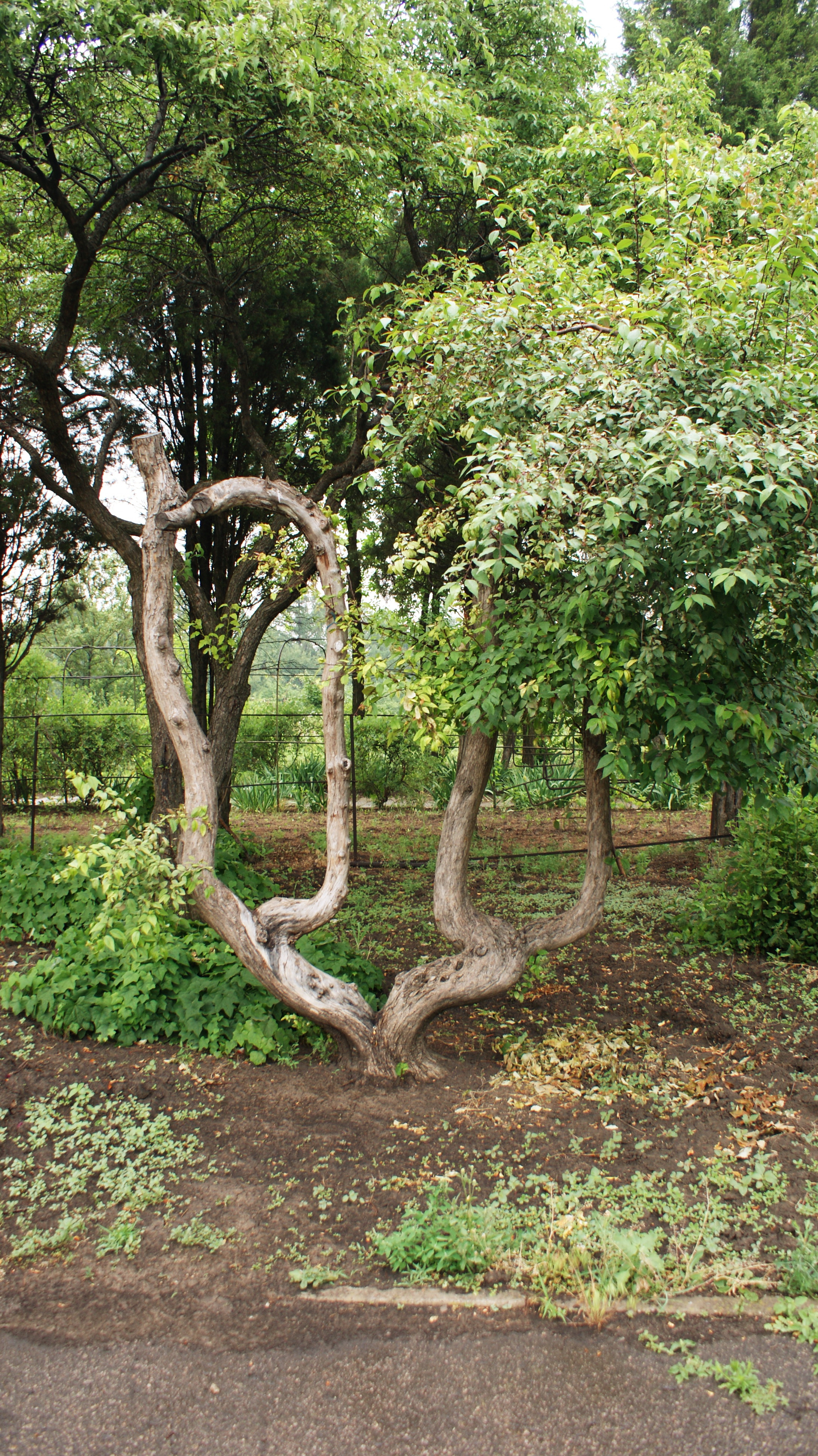
Донецький ботанічний сад. 15 червня 2012 року
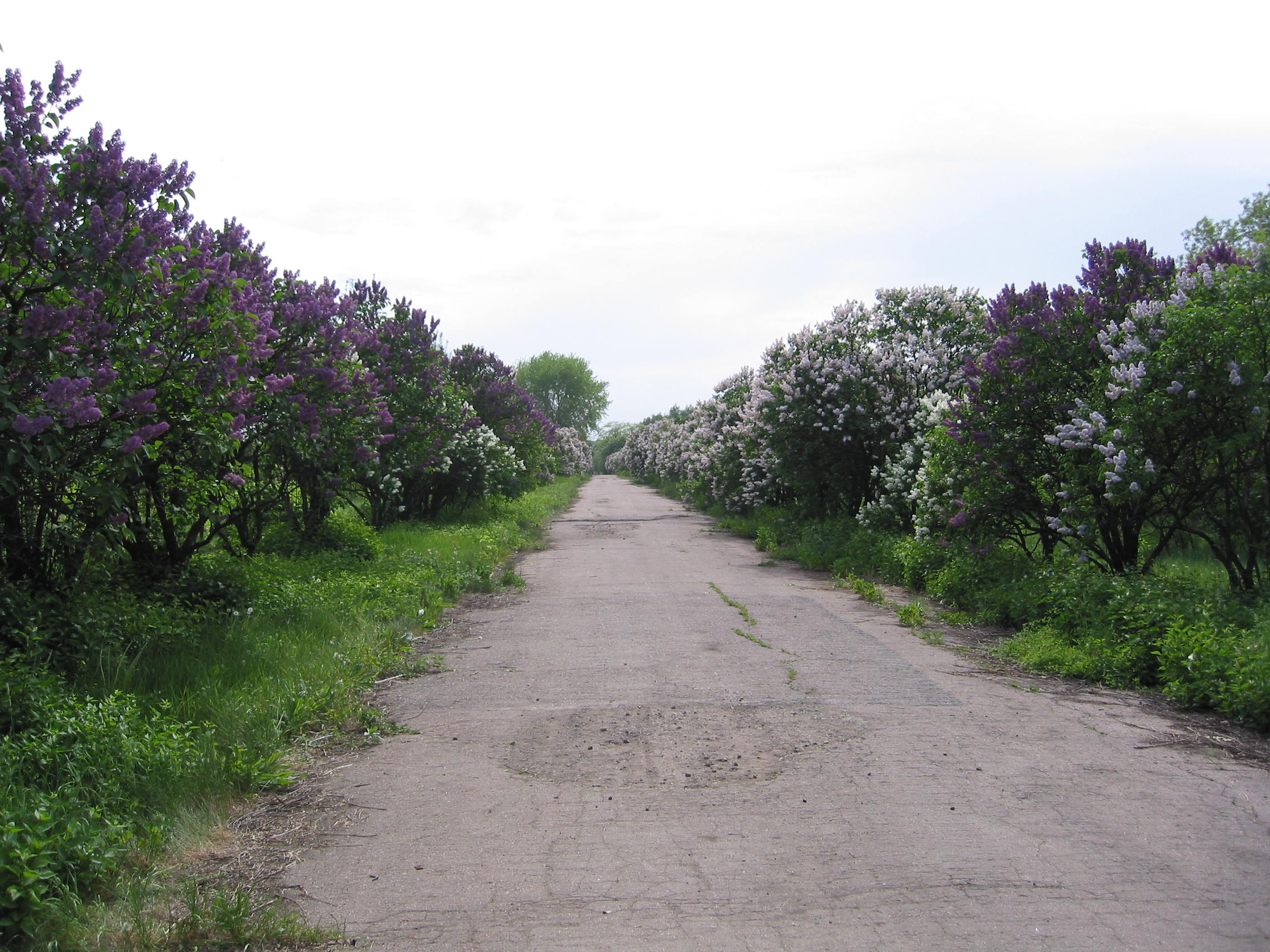
Бузкова алея у Донецькому ботанічному саду. 21 травня 2005 року
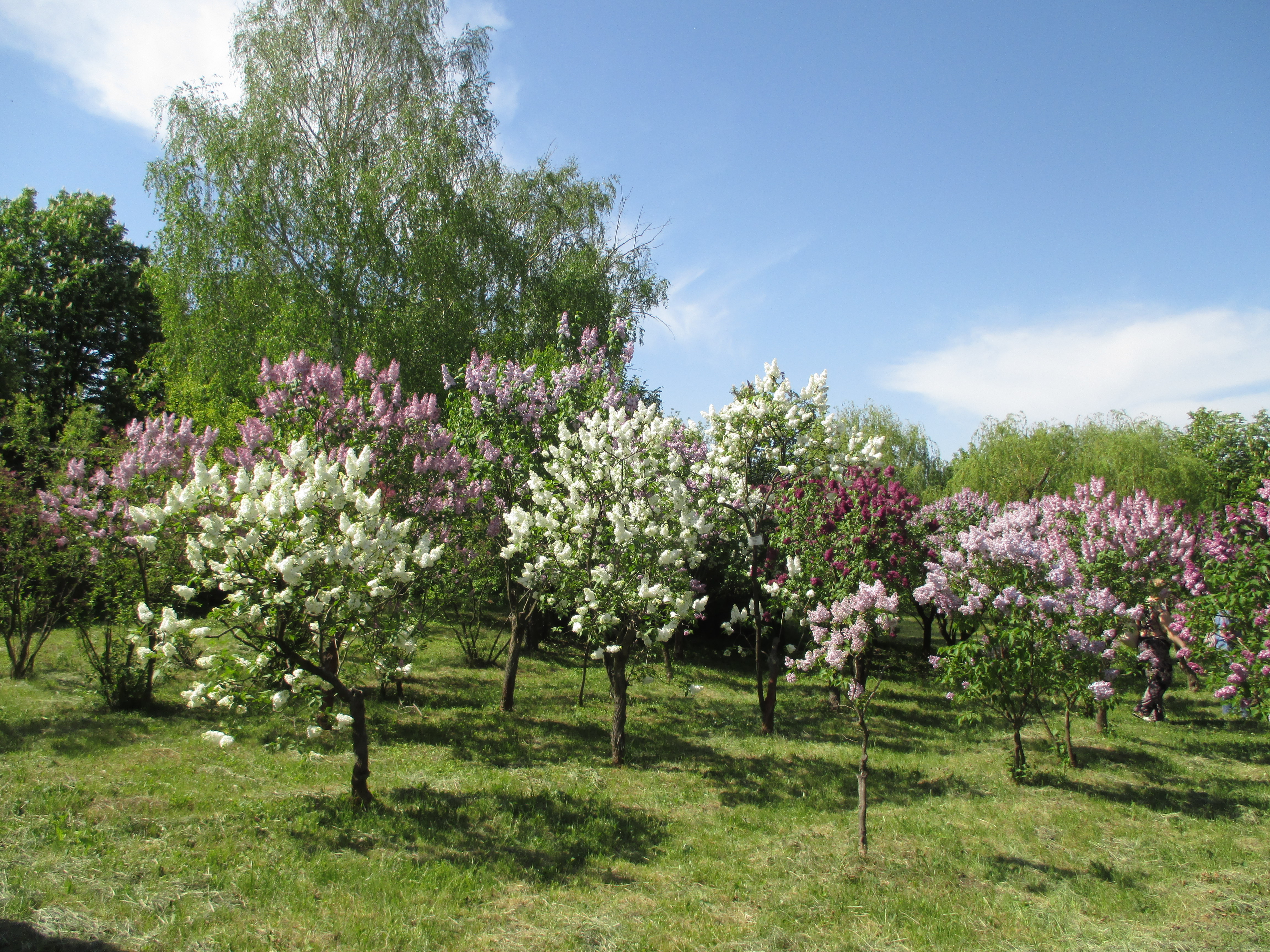
Донецький ботанічний сад. Бузок. 5 травня 2018 року
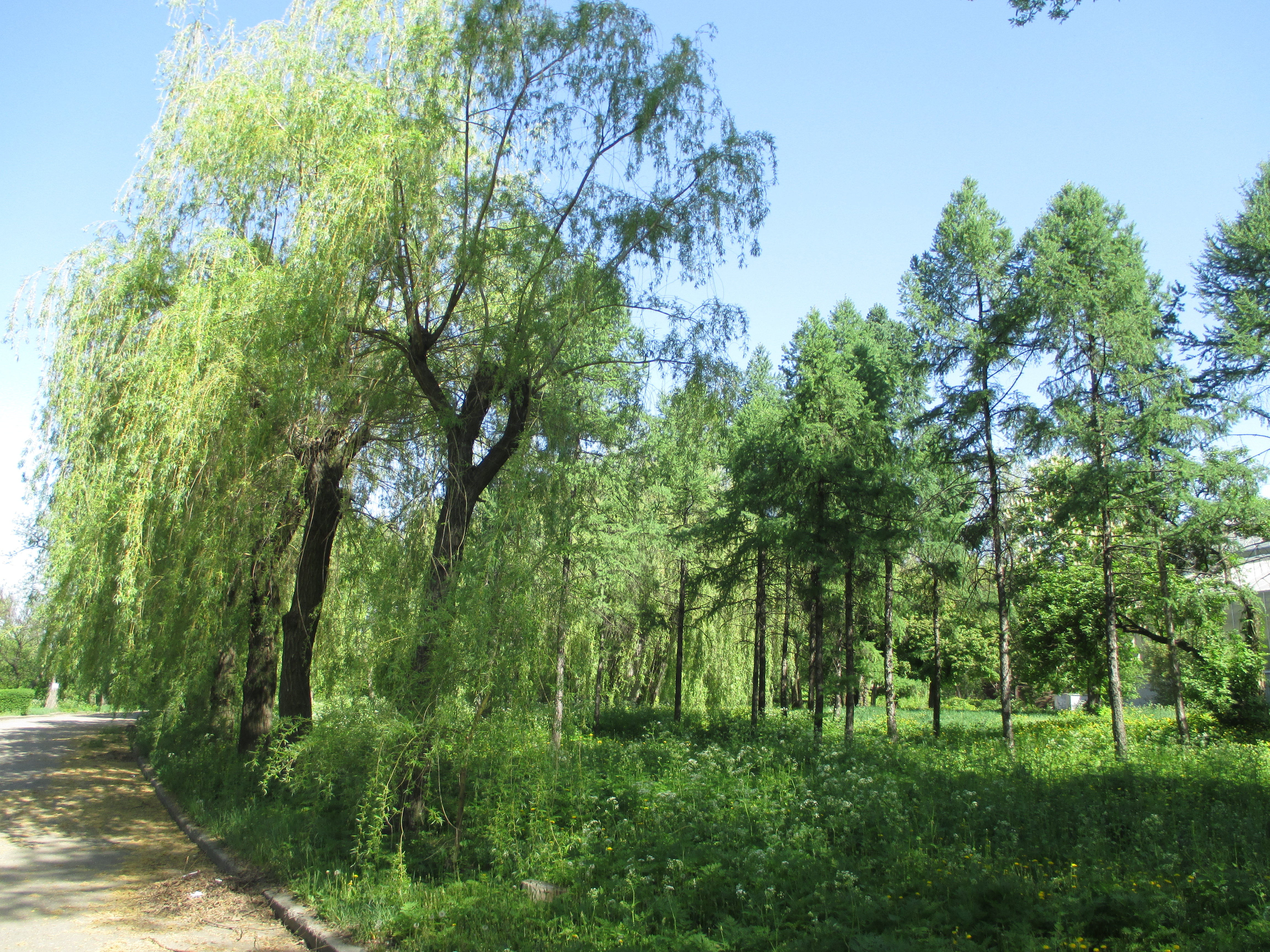
Донецький ботанічний сад. Біля ставка. 5 травня 2018 року
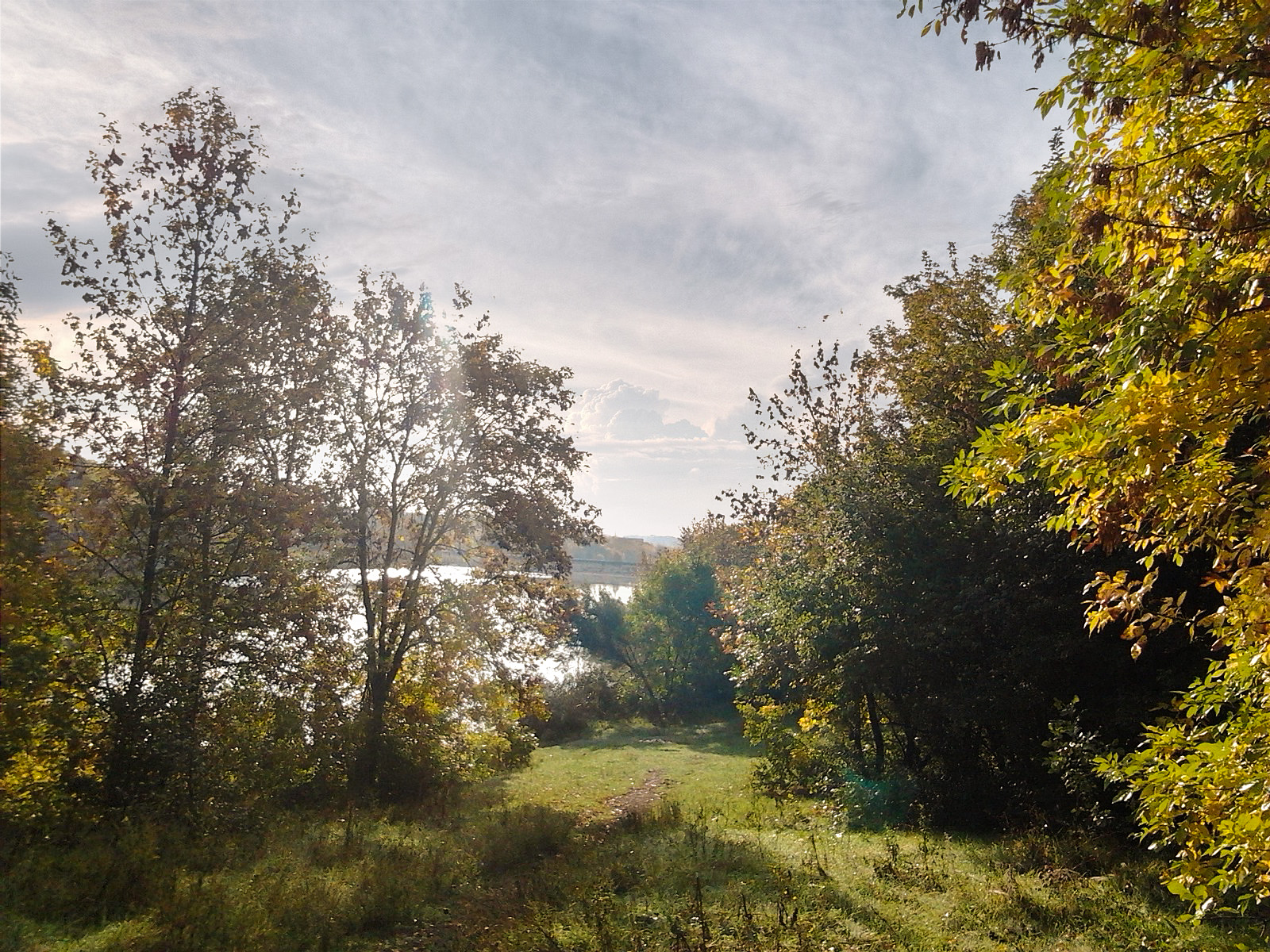
Донецький ботанічний сад. Біля ставка. 24 вересня 2012 року
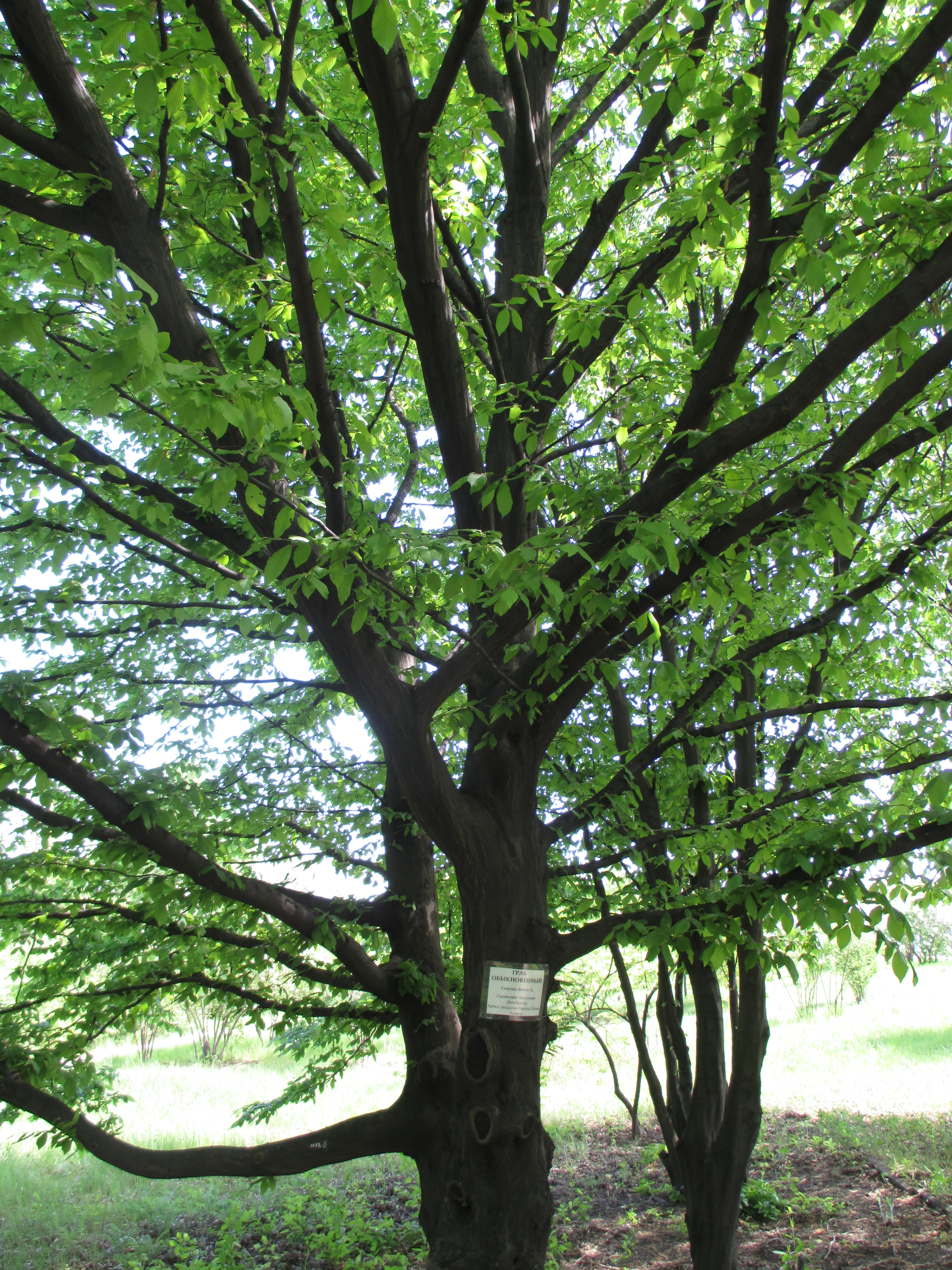
Донецький ботанічний сад. Граб звичайний. 5 травня 2018 року
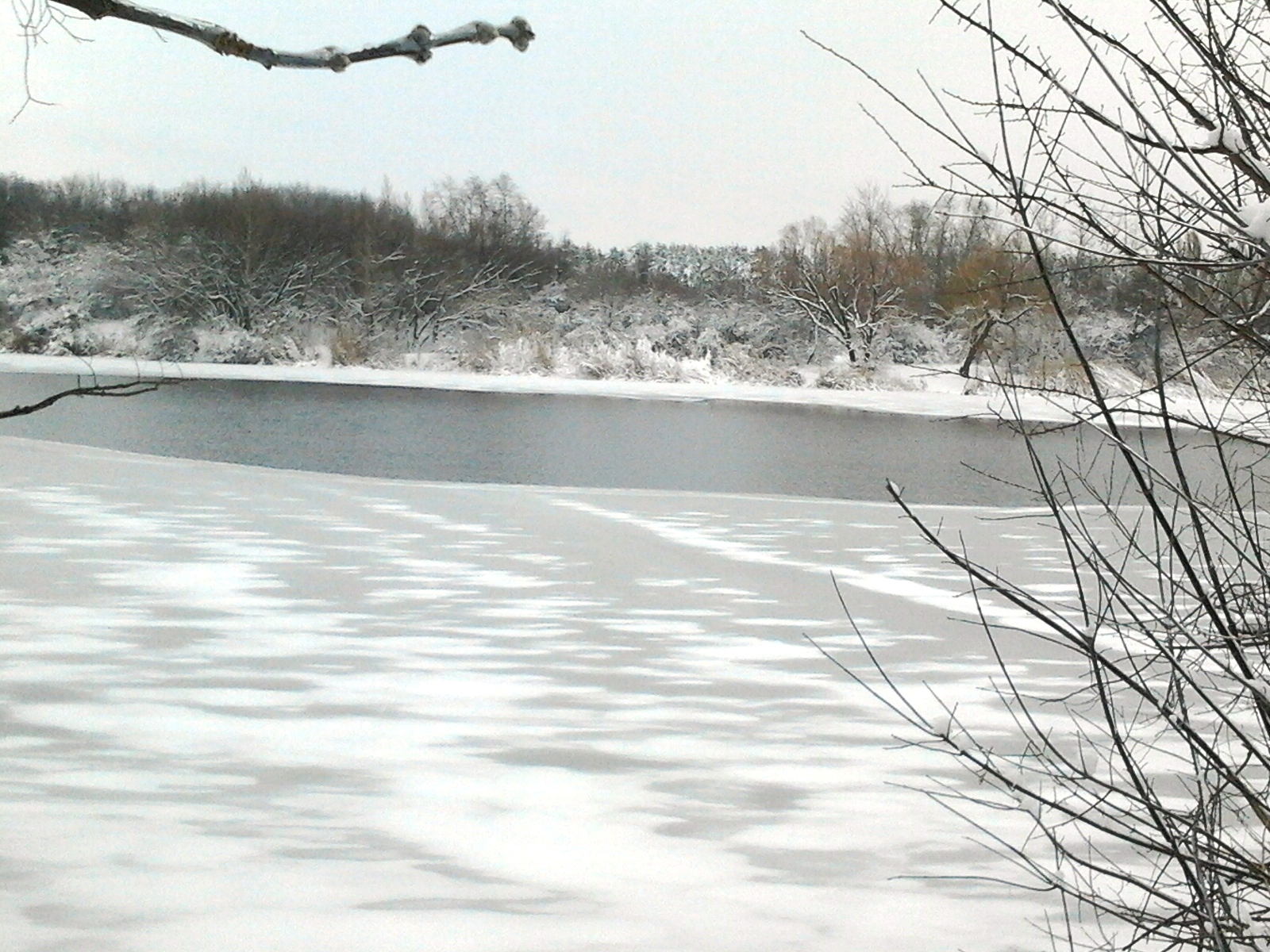
Донецький ботанічний сад. 15 грудня 2012 року
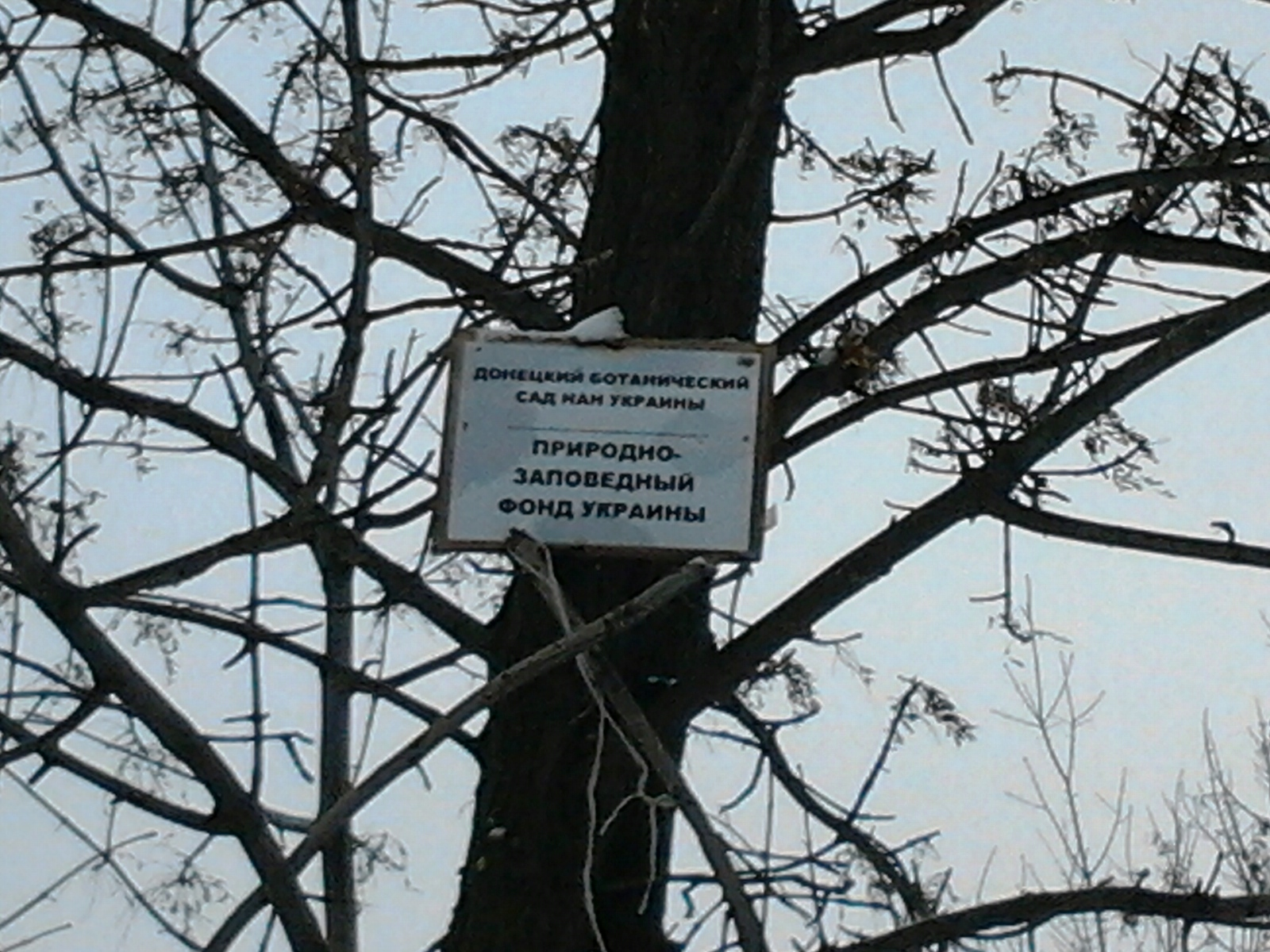
Донецький ботанічний сад. 15 грудня 2012 року